# 소리투아니아

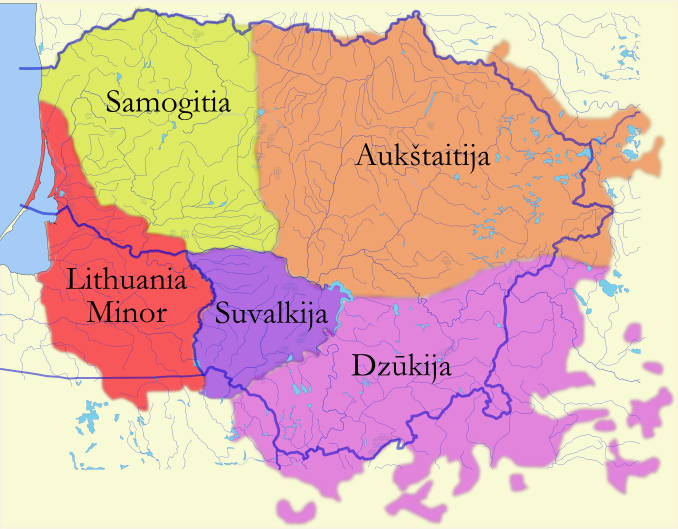
리투아니아를 형성하는 문화기술적인 지방 (빨간색으로 표시된 지방이 소리투아니아)

소리투아니아(리투아니아어: Mažoji Lietuva 마조이리에투바, 독일어: Kleinlitauen 클라인리타우엔[*], 폴란드어: Litwa Mniejsza 리트바므니에이샤[*], 러시아어: Малая Литва 말라야리트바[*])는 폴란드, 러시아 칼리닌그라드주, 리투아니아에 걸쳐 있는 역사적인 지역이다.
13세기 튜턴 기사단에 의해 독일인들이 이 곳으로 이주하였다. 1918년 이전까지는 프로이센 왕국의 동프로이센에 속해 있었으며 1945년에 리투아니아에 편입되었다.

소리투아니아의 문장
엣 소리투아니아 기
2024년부터 소리투아니아 기

## 같이 보기
- 마주리아(Masuria)